# Music Explosion
Music Explosion var ett amerikanskt garagerockband från Mansfield, Ohio. Medlemmar i gruppen var Don Atkins (gitarr), Rick Nesta (gitarr), Jamie Lyons (all-musiker), Burton Sahl (basgitarr, keyboard), och Bob Avery (trummor). De hade en hit 1967 med låten "Little Bit O'Soul", som blev tvåa på Billboardlistan. Den var också titelspår på det enda album gruppen gav ut. De hade samma år en mindre hit med "Sunshine Games".

## Diskografi
Studioalbum
- 1967 – Little Bit O'Soul

Singlar
- 1966 – "Little Black Egg" / "Stay By My Side"
- 1967 – "We Gotta Go Home" / "Hearts And Flowers"
- 1967 – "Sunshine Games" / "Can't Stop Now"
- 1967 – "Little Bit O'Soul" / "I See The Light"
- 1968 – "Yes Sir" / "Dazzling"
- 1968 – "Where Are We Going" / "Flash"
- 1969 – "What's Your Name" / "Call Me Anything"
- 1969 – "Jack In The Box" / "What's Your Name"

Samlingsalbum
- 1986 – Little Bit O'Soul: The Very Best Of
- 1995 – Anthology